# Julien Schoenaerts

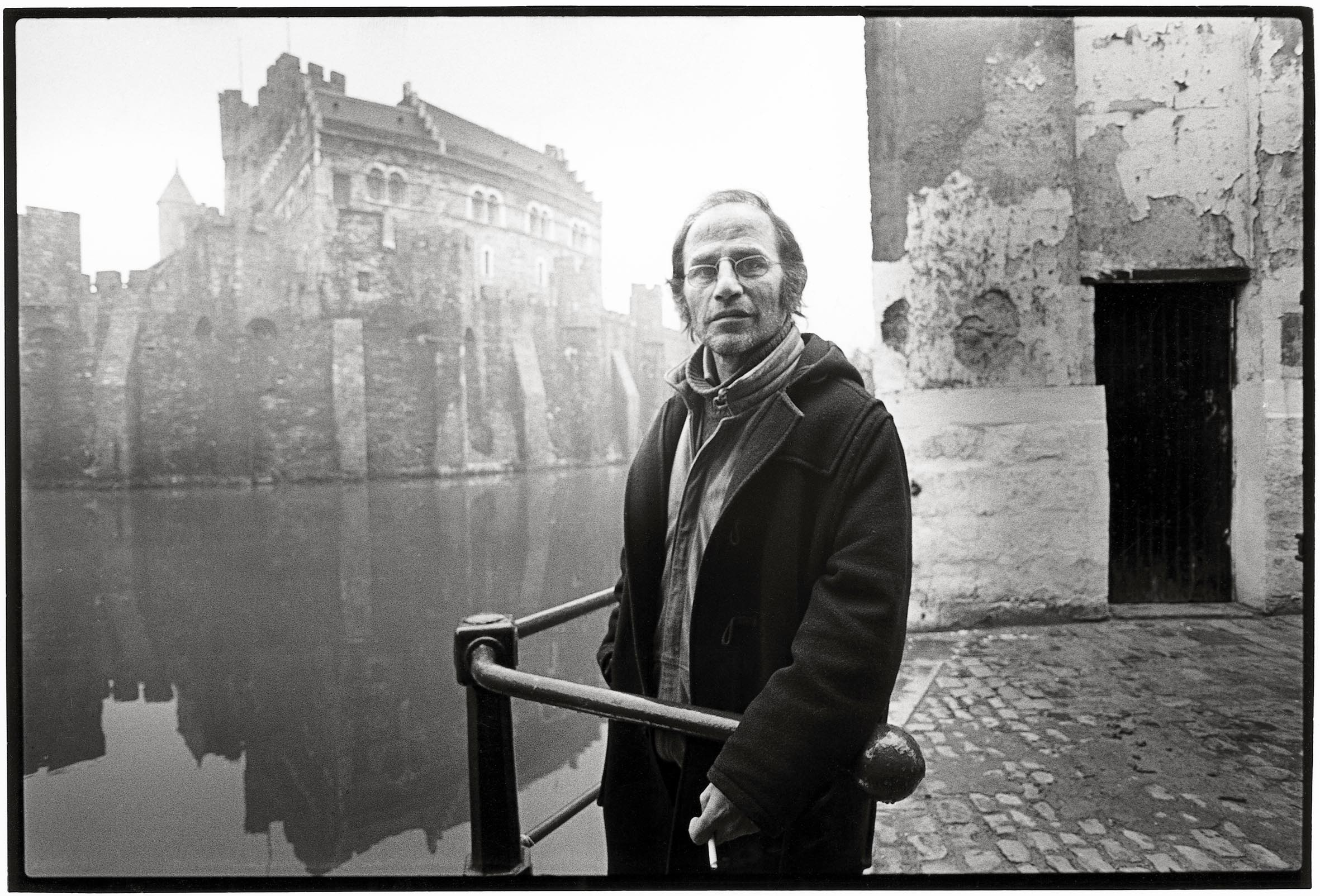
Julien Schoenaerts, Arca-Gent 1978

Julien Schoenaerts (Eigenbilzen, 30 augustus 1925 – Antwerpen, 7 september 2006) was een Vlaams acteur. Hij wordt unaniem door publiek, pers en vakgenoten beschouwd als een van de grootste naoorlogse acteurs in Vlaanderen en Nederland, een reputatie die soms bijna mythische proporties aannam. Op persoonlijk vlak had hij sinds de jaren zeventig om de drie à vier jaar last van bipolaire stoornissen. Julien Schoenaerts overleed op 81-jarige leeftijd. Hij is de vader van acteur Matthias Schoenaerts.

## Opleiding en vorming
Schoenaerts kwam in het theater terecht via zijn vader die in Eigenbilzen een eigen amateurgezelschap leidde. In 1948 begon hij aan de toenmalige Studio van het Nationaal Toneel (de Studio Herman Teirlinck) een driejarige theateropleiding. De lessen en opvattingen van Herman Teirlinck hadden een belangrijke invloed op de jonge acteur.Julien Schoenaerts voetbalde ook tussen 1943 en 1949 bij Bilzerse VV als buitenspeler.

## Theateracteur
In 1951 werd Schoenaerts lid van het KNS-gezelschap, waar hij onder meer werkte met de regisseurs Fred Engelen, Edward Deleu, Ben Royaards en Maurits Balfoort. Daar stapte hij in 1962 uiteindelijk op wegens onenigheid over het gevoerde beleid. Schoenaerts week uit naar Nederland, waar hij gedurende een seizoen deel uitmaakte van het gezelschap Ensemble onder leiding van Karl Guttmann. Vervolgens stapte hij over naar de Nederlandse Comedie onder de artistieke leiding van Han Bentz van den Berg, die in de Amsterdamse Stadsschouwburg speelde.
In 1968 keerde Schoenaerts terug naar Vlaanderen. Hij werd lid van het dramatisch gezelschap van de toenmalige BRT, en richtte in 1970 met de zakenman Aimé Proost in Antwerpen het Ringtheater op. Hier zette hij onder andere De huisbewaarder van Harold Pinter op. In 1973 liep de samenwerking spaak, en Schoenaerts speelde een seizoen als freelancer voor het Gents Nationaal Jeugdtheater. In 1976 ontving hij de Theatronprijs voor beste acteur.
Hij begon toen aan een solocarrière. Vanaf 1978 had hij een engagement met het Arca-theater in Gent, zonder deel uit te maken van het gezelschap. Hij kreeg daar de vrijheid om zijn eigen producties te spelen. Daar ontstond opnieuw een min of meer vaste samenwerking met de regisseur Walter Tillemans, met wie hij reeds samenwerkte in de KNS. Stukken die volgden uit die samenwerking waren onder meer Kaspar van Peter Handke, De Wereldverbeteraar van Thomas Bernhard en Wachten op Godot van Samuel Beckett met Jo De Meyere.
Ook daarna zou hij nog tal van voorstellingen brengen in Vlaanderen en Nederland, zoals In Kolonos van Sophocles in een bewerking van Hugo Claus, De kleine prins van Antoine de Saint-Exupéry met zijn zoon Matthias en de Apologie van Socrates van Plato. Schoenaerts werkte ook samen met het theatergezelschap STAN. Zijn laatste theaterrol speelde hij in 1995 in Krapp's laatste band van Samuel Beckett in het Raamtheater.

## Film- en tv-acteur
Schoenaerts debuteerde in 1955 als filmacteur met de hoofdrol in de film Meeuwen sterven in de haven van Roland Verhavert, Ivo Michiels en Rik Kuypers. Later speelde hij onder meer in 1983 de rol van Pieter de Coninck in De Leeuw van Vlaanderen in de regie van Hugo Claus en in 1992 de rol van monseigneur Stillemans in Daens, geregisseerd door Stijn Coninx. De laatste film waarin hij van de partij was, was Ellektra van Rudolf Mestdagh uit 2004 waarin hij een ober speelde.
Schoenaerts speelde in de jaren zestig en zeventig ook regelmatig mee in dramaproducties voor de BRT.

## Eerbetoon
Op 13 september 2008 werd op het plein Kerkstraat te Antwerpen, een beeld van de acteur van de hand van de beeldhouwer Wilfried Pas onthuld. De Antwerpse cultuurschepen memoreerde daarbij dat "Schoenaerts tot vandaag een ijkpunt is, een inspiratiebron, een voorbeeld voor heel veel mensen."

## Privé
Julien trouwde met Bérénice Devos, kunstschilderes (1922-1993). Ze kregen drie kinderen: Bruno Schoenaerts (°1953), advocaat, Sara Schoenaerts (1958-2013) en Helga Schoenaerts (1961-1982). In de periodes waarin bipolaire stoornissen Julien het leven ondraaglijk maakten, trad zoon Bruno op als zijn wettelijke voogd. Het huwelijk liep uit op een echtscheiding.
Met zijn vriendin Dominique Wiche had hij een zoon, de filmacteur Matthias Schoenaerts.